# Drassodes lapidosus
Drassodes lapidosus es una especie de araña araneomorfa del género Drassodes, familia Gnaphosidae. La especie fue descrita científicamente por Walckenaer en 1802.
La longitud del cuerpo del macho es de 6-13,3 milímetros y de la hembra 9,3-14,7 milímetros. La especie se distribuye por Europa, Turquía, Cáucaso, Rusia (Europa al Lejano Oriente), Israel, Irán, Asia Central, China, Corea y Japón.